# Andrés Eloy Blanco (Miranda)
Pour les articles homonymes, voir Andrés Eloy Blanco.
Andrés Eloy Blanco est l'une des quatre divisions territoriales et statistiques dont l'une des trois paroisses civiles de la municipalité de Miranda dans l'État de Mérida au Venezuela. Sa capitale est Chachopo.